# Спас (суп)
Спас (грабар Սպաս), танапур (арм. թանապուր; тан (разведённый мацун) + апур (суп)), мацнапур (арм. մածնապուր) или танаспас (арм. թանասպաս) — блюдо армянской кухни, суп на кисломолочной основе.
Первым компонентом супа является зерновая часть. Традиционно это пшеничная каша, приготовленная из особого сорта цельнозерновой крупы, под названием дзавар. Эта крупа известна в Армении с древности, представляет собой зёрна горной мелкозернистой пшеницы, предварительно отваренные, слегка подсушенные, лишённые плёнок (обрушенные) и затем окончательно высушенные . Дзавар в некоторых рецептах заменяется рисом.
Вторым компонентом супа является мацун, разведённый до желаемой консистенции. Иногда к мацуну добавляется часть сметаны. Третий компонент супа — куриные яйца.
Сырые яйца смешиваются с небольшим количеством муки, затем в смесь добавляется мацун и вода, после чего заранее приготовленная пшеничная каша из дзавара. Смесь доводится до кипения при постоянном помешивании, после закипания некоторое время может вариться на слабом огне. В готовый суп может быть добавлен жареный лук, зелень (традиционно добавляются кинза и мята) и пряности.
Суп в летнее время употребляется холодным, в зимнее — горячим. Подаётся как в начале трапезы, так и блюдом, завершающим трапезу.